# Jason Smith (basquetebol)
Jason Smith (Greeley, 2 de março de 1986) é um jogador norte-americano de basquete profissional que atualmente joga pelo Washington Wizards, disputando a National Basketball Association (NBA). Foi draftado em 2007 na primeira rodada pelo Miami Heat.

## Estatísticas na NBA

### Temporada regular
| Ano     | Equipe       | PJ  | PT | MPP  | %TC  | %3P  | %TL  | RPP | APP | ROB | TPP | PPP |
| ------- | ------------ | --- | -- | ---- | ---- | ---- | ---- | --- | --- | --- | --- | --- |
| 2007-08 | Philadelphia | 76  | 1  | 14.6 | .455 | .286 | .659 | 3.0 | .3  | .3  | .7  | 4.5 |
| 2009-10 | Philadelphia | 56  | 2  | 11.8 | .431 | .345 | .690 | 2.4 | .6  | .4  | .5  | 3.4 |
| 2010-11 | New Orleans  | 77  | 6  | 14.3 | .443 | .000 | .843 | 3.1 | .5  | .3  | .4  | 4.3 |
| 2011-12 | New Orleans  | 40  | 29 | 23.7 | .520 | .111 | .702 | 4.9 | .9  | .5  | 1.0 | 9.9 |
| 2012-13 | New Orleans  | 51  | 0  | 17.2 | .490 | .000 | .843 | 3.6 | .7  | .3  | .9  | 8.2 |
| 2013-14 | New Orleans  | 31  | 27 | 26.8 | .465 | .000 | .780 | 5.8 | .9  | .4  | .9  | 9.7 |
| 2014-15 | New York     | 82  | 31 | 21.8 | .434 | .357 | .830 | 4.0 | 1.7 | .4  | .5  | 8.0 |
| 2015-16 | Orlando      | 76  | 2  | 15.5 | .485 | .250 | .806 | 2.9 | .8  | .4  | .9  | 7.2 |
| Total   |              | 489 | 98 | 17.4 | .466 | .293 | .785 | 3.5 | .8  | .4  | .7  | 6.5 |

### Playoffs
| Ano   | Equipe       | PJ | PT | MPP  | %TC  | %3P  | %TL   | RPP | APP | ROB | TPP | PPP |
| ----- | ------------ | -- | -- | ---- | ---- | ---- | ----- | --- | --- | --- | --- | --- |
| 2008  | Philadelphia | 6  | 0  | 13.7 | .444 | .000 | 1.000 | 2.5 | .5  | .2  | .8  | 3.3 |
| 2011  | New Orleans  | 6  | 0  | 9.7  | .467 | .000 | .000  | 1.2 | .2  | .3  | .0  | 2.3 |
| Total | Total        | 12 | 0  | 11.6 | .455 | .000 | 1.000 | 1.8 | .3  | .2  | .4  | 2.8 |